# Nyashang Chu
Nyashang Chu (tib.: nya bshang chu) ist ein etwa 130 km langer Fluss im Westen des Kreises Cona (tibetisch མཚོ་སྣ་རྫོང Wylie mtsho sna rdzong, Tshona Dzong) im Regierungsbezirk Shannan im Autonomen Gebiet Tibet der Volksrepublik China sowie im indischen Bundesstaat Arunachal Pradesh.
Der Nyahsang Chu wird von einem Gletscher im Norden des Kreises Cona gespeist. Er fließt in überwiegend südlicher Richtung durch das Hochland. 80 km oberhalb der Mündung trifft der Rong Chhu von Westen kommend auf den Fluss. Bei Flusskilometer 38 überquert der Fluss die Grenze nach Indien. Er passiert kurz darauf die Ortschaft Zemithang und vereinigt sich schließlich an der Grenze von Arunachal Pradesh (Indien) zum Königreich Bhutan mit dem von Osten kommenden Fluss Tawang zum Drangme Chhu.
| Tibetische Bezeichnung                        |
| --------------------------------------------- |
| Tibetische Schrift: ཉ་བཤང་ཆུ                   |
| Wylie-Transliteration: nya bshang chu         |
| Offizielle Transkription der VRCh: Nyaxang Qu |
| Chinesische Bezeichnung                       |
| Vereinfacht: 娘江曲                           |
| Pinyin:Niangjiang Qu                          |